# Propylenglykolmethylether-acetát
Propylenglykolmethylether-acetát (1-methoxy-propan-2-olacetát) je glykolether třídy P, používaný jako rozpouštědlo v inkoustech a čisticích prostředcích.
Při výrobě polovodičů se toto rozpouštědlo využívá v rámci nanášení tenkých povlaků na křemík pomocí sloučenin jako je bis(trimethylsilyl)amin.
Jedná se o častou nečistotu odstraňovanou z čistých prostor určených pro výrobu polovodičů, protože se snadno odpařuje.